# 鳥取県道159号米子丸山線
鳥取県道159号米子丸山線（とっとりけんどう159ごう よなごまるやません）は、鳥取県米子市から西伯郡伯耆町に至る一般県道である。

## 概要
米子市熊党（くまんとう）から西伯郡伯耆町丸山に至る。

### 路線データ
- 起点：鳥取県米子市熊党（熊党交差点、国道9号交点）
- 終点：鳥取県西伯郡伯耆町丸山（鳥取県道36号名和岸本線交点、大山広域農道上）
- 総延長：9.4 km

## 歴史
- 1993年（平成5年）5月11日 - 建設省から、県道金屋谷米子線の一部を岸本江府線として主要地方道に指定される[1]。
- 1994年（平成6年）3月15日 - 鳥取県告示第225号により鳥取県道159号米子丸山線として認定される[2]。

前身は鳥取県道159号金屋谷米子線（鳥取県告示第226号により廃止）。鳥取県道52号岸本江府線に移行しなかった部分が本路線になった。

## 路線状況

### 重複区間
- 鳥取県道160号福頼市山伯耆大山停車場線（米子市下新印・下新印交差点 - 米子市上新印・上新印交差点）
- 大山広域農道（西伯郡伯耆町丸山）

### 道路施設

#### 橋梁
- 河岡橋（米子市）
- 新河岡橋（野本川、米子市）

## 地理

### 通過する自治体
- 鳥取県
  - 米子市 - 西伯郡伯耆町

### 交差する道路
| 交差する道路                                                                    | 市町村名 | 市町村名 | 交差する場所       | 交差する場所               |
| ------------------------------------------------------------------------------- | -------- | -------- | ------------------ | -------------------------- |
| 国道9号                                                                         | 米子市   | 米子市   | 熊党（くまんとう） | 熊党交差点 / 起点          |
| E9 山陰自動車道                                                                 | 米子市   | 米子市   | 蚊屋               | 蚊屋西交差点 17 日野川東IC |
| 鳥取県道160号福頼市山伯耆大山停車場線 重複区間起点                              | 米子市   | 米子市   | 下新印             | 下新印交差点               |
| 鳥取県道160号福頼市山伯耆大山停車場線 重複区間終点                              | 米子市   | 米子市   | 上新印             | 上新印交差点               |
| 鳥取県道53号淀江岸本線                                                          | 米子市   | 米子市   | 福万               | 新日下橋南詰交差点         |
| 大山広域農道 重複区間起点                                                       | 西伯郡   | 伯耆町   | 丸山               |                            |
| 鳥取県道36号名和岸本線 鳥取県道284号大山寺岸本線 重複 大山広域農道 重複区間終点 | 西伯郡   | 伯耆町   | 丸山               | 終点                       |

### 交差する鉄道
- 山陰本線
- 伯備線

### 沿線
- 植田正治写真美術館